# 1-й повітрянодесантний корпус (Велика Британія)
1-й повітрянодесантний корпус (англ. I Airborne Corps) — оперативне об'єднання, повітрянодесантний корпус Британської армії за часів Другої світової війни, що діяв на Європейському театрі Другої світової війни.

## Історія
1-й повітрянодесантний корпус був сформований 4 грудня 1943 року під командуванням лейтенант-генерала Ф.Браунінга. До складу корпусу увійшли 1-ша та 6-та повітрянодесантні дивізії. З серпня 1944 року 1-й пдк разом з американським XVIII повітрянодесантним корпусом увійшли до 1-ї повітрянодесантної армії союзників на чолі з американським генерал-лейтенантом Л. Бреретон.
У ході війни корпус брав участь в операціях на Західному фронті. До його складу входили 1-ша бригада САС, польська 1-ша окрема парашутна бригада, 52-га піхотна дивізія тощо.